# Schloss Wildenberg (Zernez)
Die Burg Wildenberg, im Nachmittelalter zu einem barocken Schloss umgebaut, bildet das markanteste Bauwerk im alten Ortskern von Zernez. Sie war Sitz der Zernezer Familie Planta.

## Lage
Die Schlossanlage liegt am Ostrand des alten Dorfteils Runatsch, der mit der evangelischen Pfarrkirche und der katholischen Kapelle St. Sebastian im Gegensatz zum Rest des Dorfes vom grossen Dorfbrand 1872 verschont blieb.

## Anlage
Der älteste Teil der Anlage ist der quadratische Turm, der im 13. Jahrhundert errichtet worden sein dürfte. Die weiten Fensteröffnungen in den Untergeschossen wurden nachträglich eingebrochen.  Die Schlüsselscharten in den Obergeschossen stammen aus der Zeit um 1630, die geschweifte Spitzhaube aus dem 18. Jahrhundert, Innenausbau und Dach aus dem 17. Jahrhundert. Winkelförmig schliessen sich an ihn die beiden barocken Trakte des Schlosses an. Sie sind ohne Wehrcharakter und gehen auf einen Neubau aus dem Jahr 1622 zurück. Umbauten wurden 1649 und in der zweiten Hälfte des 18. Jahrhunderts vorgenommen. Das Schloss ist umgeben von einem Hof und zwei Gärten.

## Geschichte
Als mittelalterliche Burg ist die Anlage nicht bezeugt, hingegen sind für das 12. Jahrhundert in Zernez zahlreiche Besitzungen der Herren von Tarasp und Herren von Frickingen beurkundet, für das 13. Jahrhundert zahlreiche Höfe der Freiherren von Sagogn-Wildenberg mit Burg Wildenberg (Falera) in der Surselva, die an das Bistum Chur und im 14. Jahrhundert an die Zuozer Familie von Planta übertragen wurden. Aus einem dieser Höfe, vor 1298 an den Bischof übertragen und 1302 an Conrad Planta, geht das Schloss Wildenberg-Planta hervor. 1377 wird ein Hof gelegen ze Sarnetz genant Wildenberg erwähnt. in der Folge nannte sich ein Zweig der Planta «von Planta-Wildenberg». Die Zernezer Plantas betrieben auch die Eisenerzbergwerke am nahen Ofenpass.
Während der Bündner Wirren, als Auftakt zum Thusner Strafgericht, wurde ein grosser Teil des Schlosses, die damalige Residenz Rudolf von Plantas, durch die Engadiner Bevölkerung 1618 durch Untergraben der Mauern erstürmt und zerstört, da der Habsburg-treue Rudolf Erzherzog Leopold von Österreich auf seiner Burg empfangen haben soll. Als Kommandant österreichischer Truppen zwang Rudolf von Planta die Engadiner 1622 zum Wiederaufbau mit einem neuen Wohntrakt. Mit Rudolfs Tod ging das Schloss an die Familie Planta-Steinsberg.
Johann  von Planta setzte sich massgeblich für den Loskauf der Unterengadiner Ortschaften von der habsburgischen Herrschaft ein, welcher 1652 vollzogen wurde. Er liess die Burg weiter herrichten und bewohnte sie ab 1645, das Eingangsportal zeigt noch heute sein Wappen.  Mitte und Ende des 18. Jahrhunderts liessen Johann Heinrich von Planta und Peter von Planta zahlreiche Um- und Ausbauten vornehmen, die das heutige Aussehen von Schloss Wildenberg-Planta prägen. Peter Conradin von Planta verkaufte das Schloss nach 1850 an die Familie Bezzola. Seit 1956 gehört es der Gemeinde Zernez, die es bis 1957 umbauen liess und darin ihr Gemeindehaus unterbrachte. 2007 schliesslich zog der Schweizerische Nationalpark ins Schloss ein, welches seither die ganze Verwaltung des Parks beheimatet.

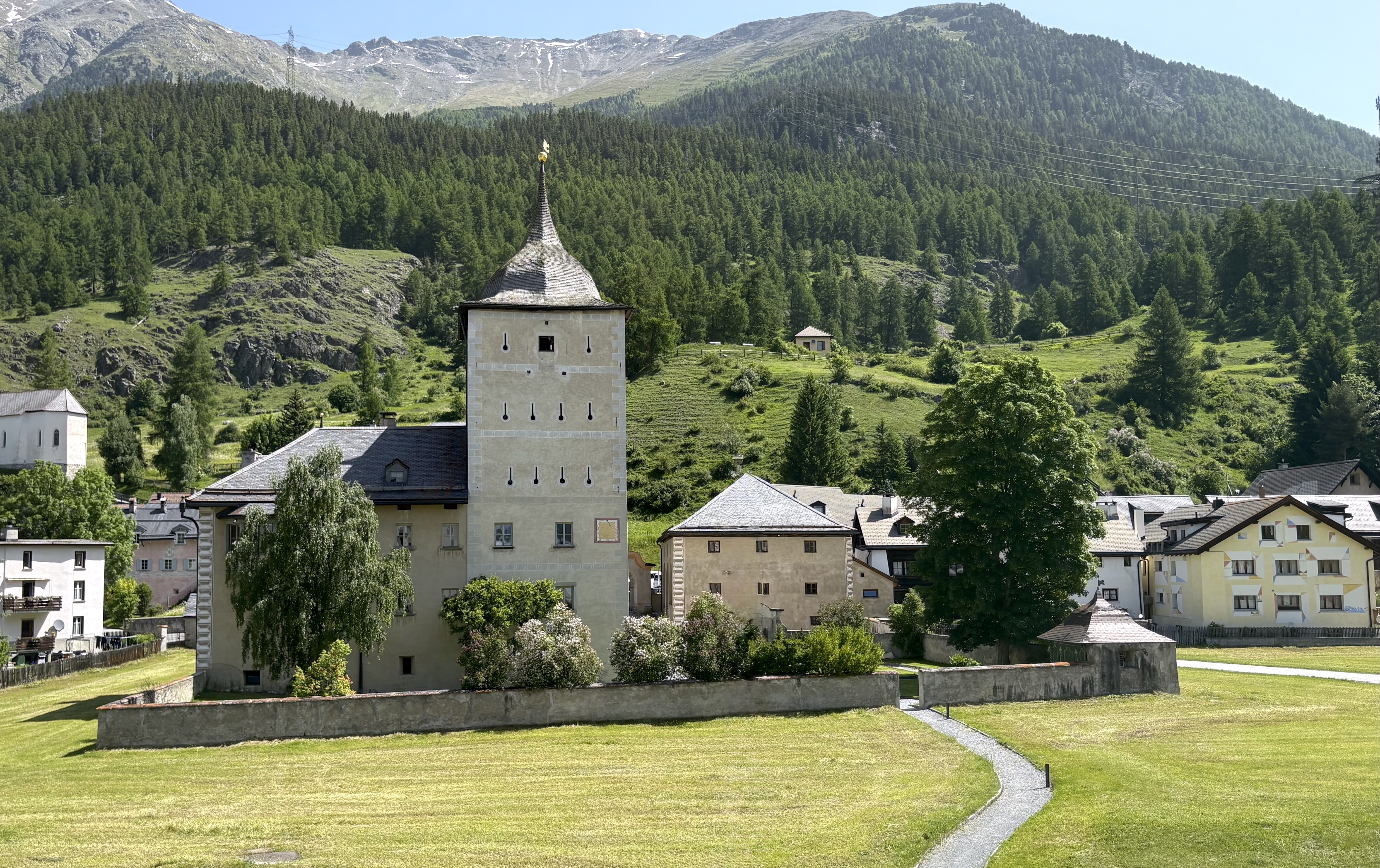
Ansicht von Westen
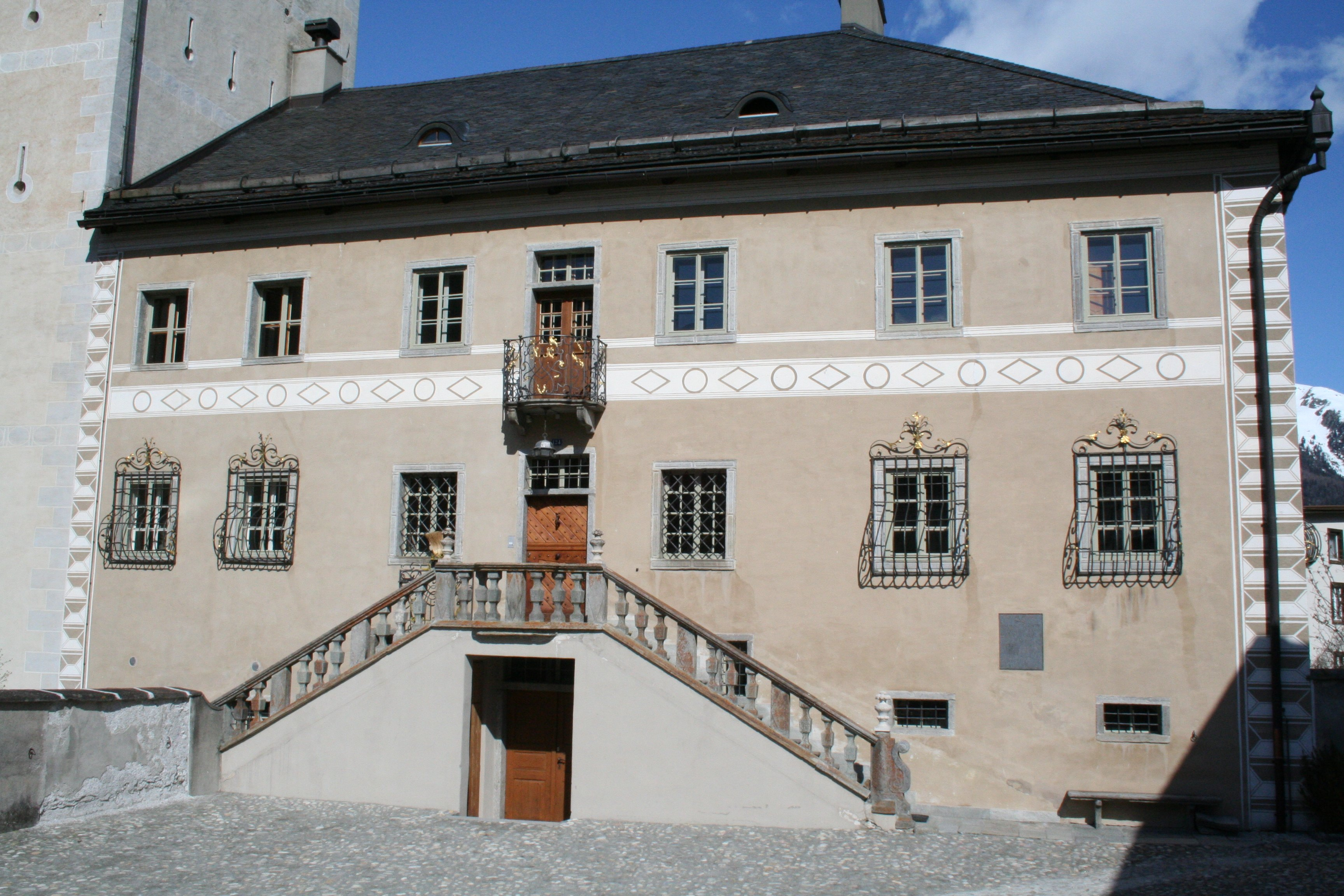
Hauptgebäude
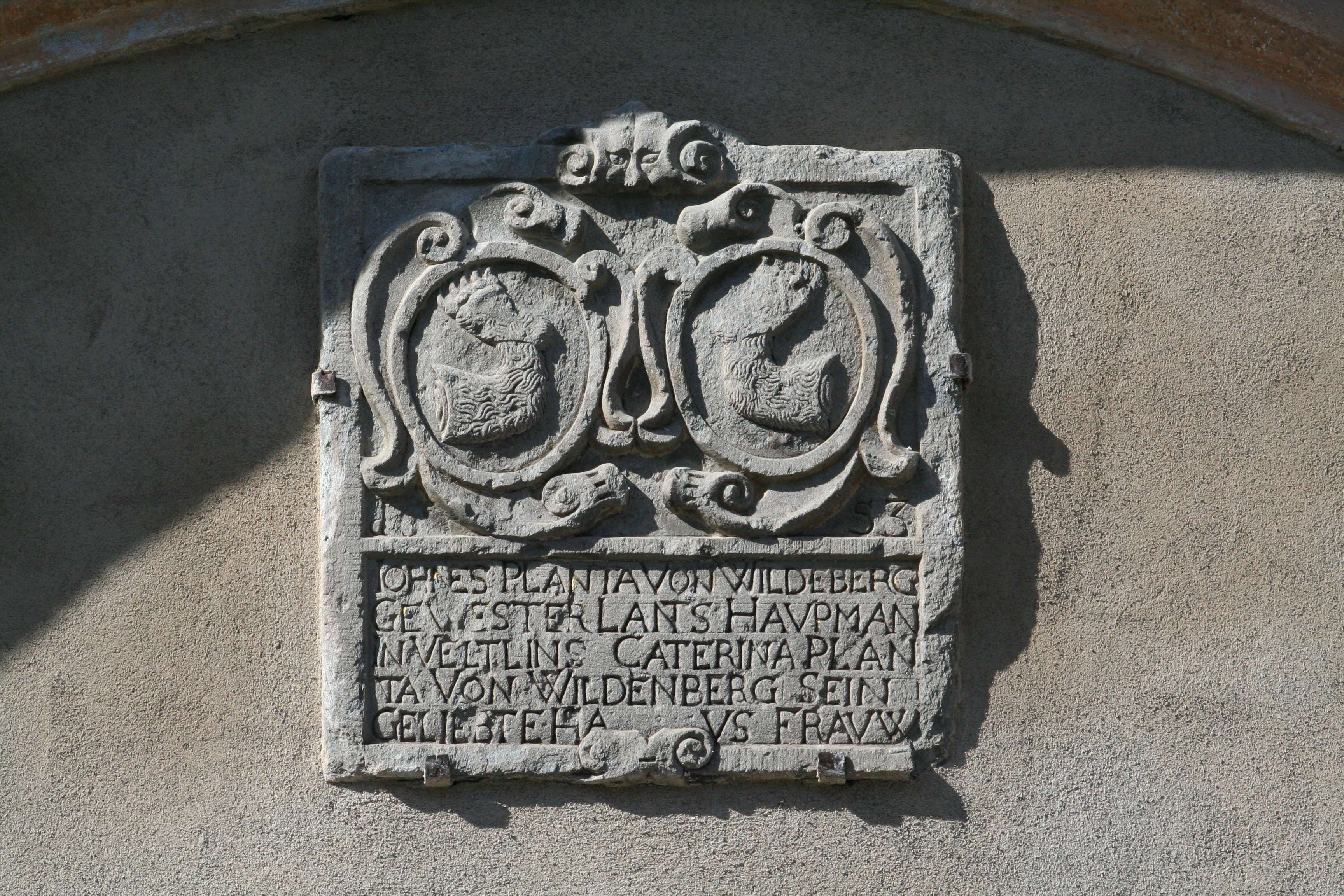
Allianzwappen (1650)
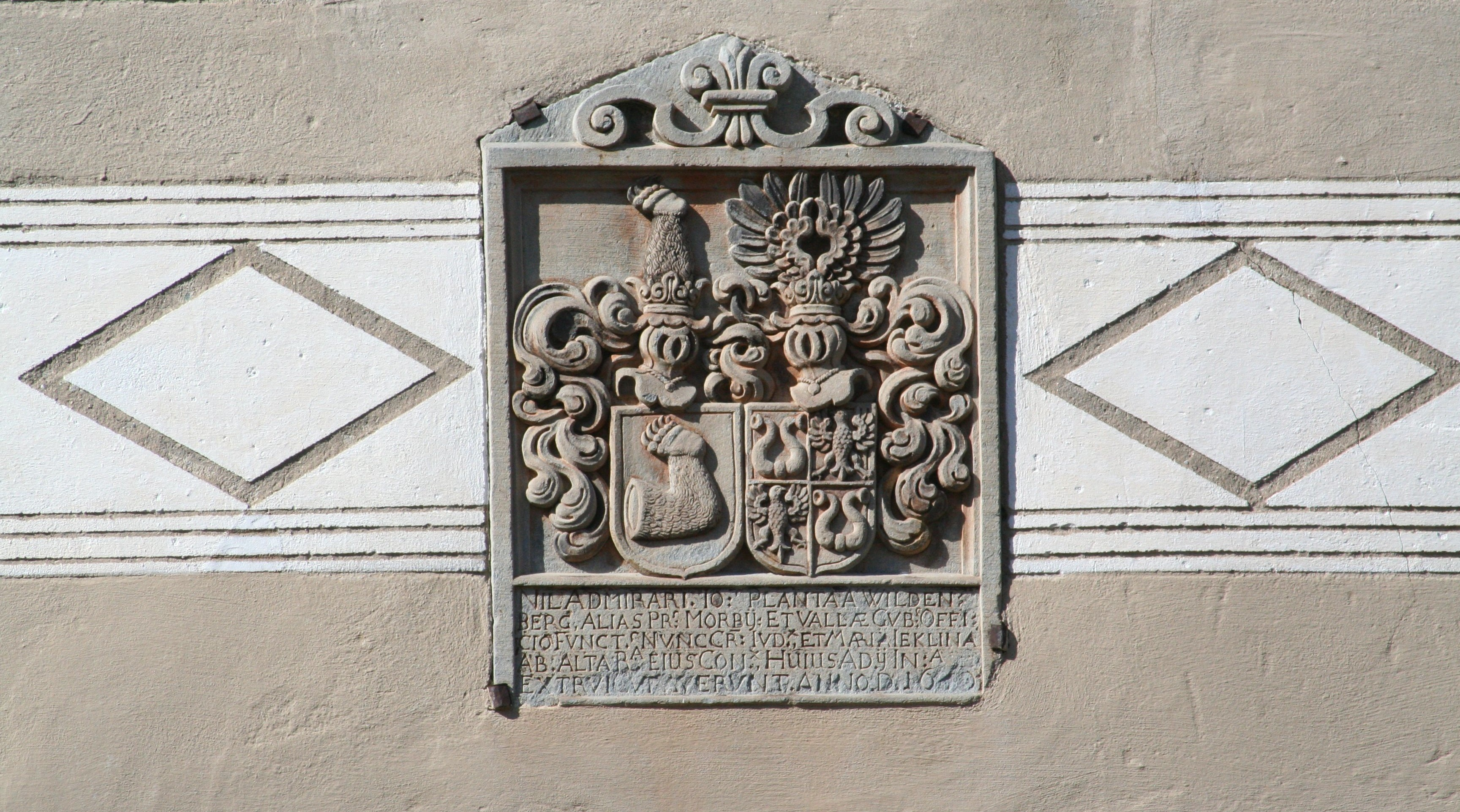
Wappentafel (1649)
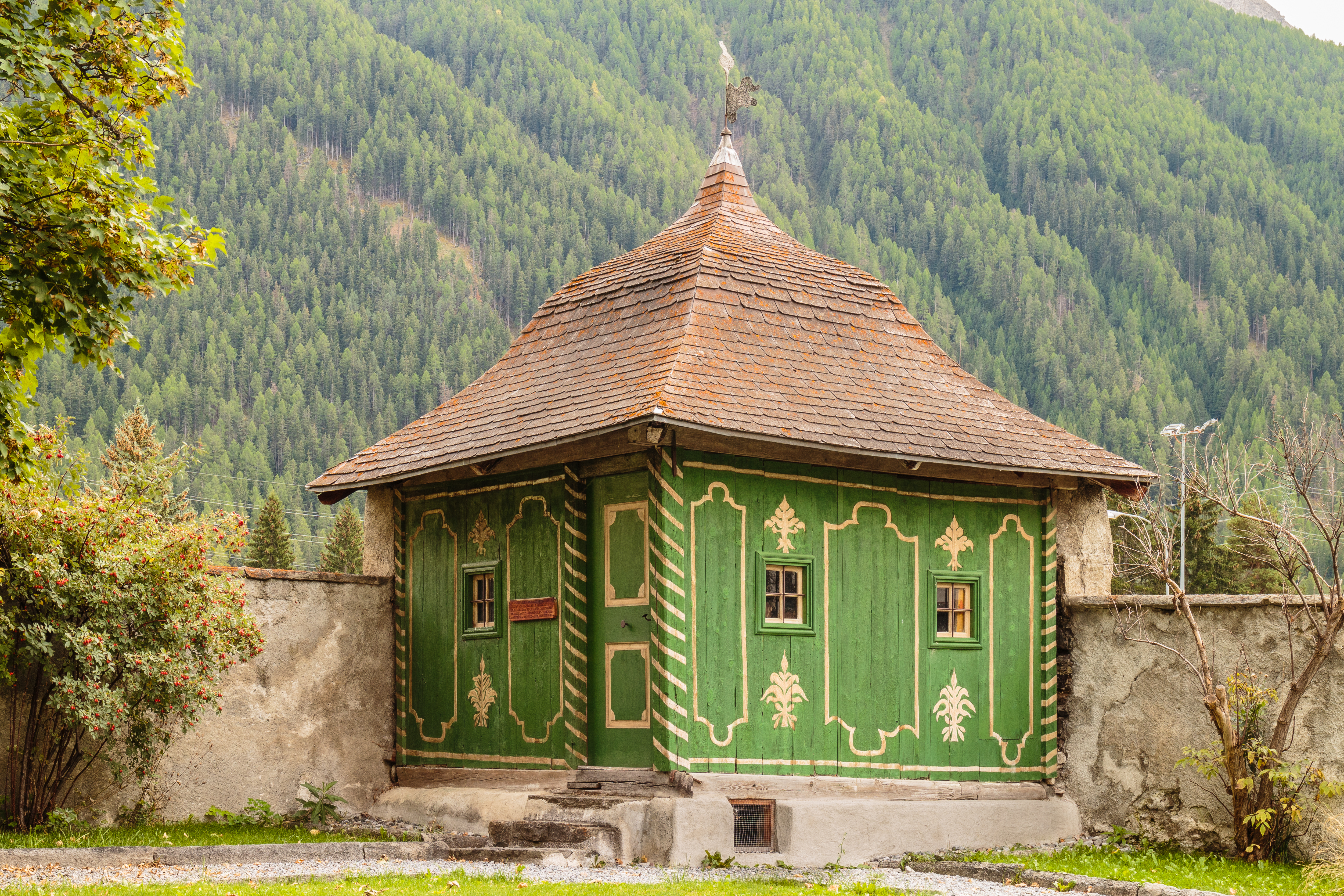
Gartenhaus im Innengarten
Hof und Dorfkirche (1914–1918)